# Asta Dambrauskaitė
Asta Dambrauskaitė (* 1976) ist eine litauische Juristin, Zivilrechtlerin und Professorin der Rechtsfakultät der Mykolo Romerio universitetas (MRU).

## Leben
Nach dem Abitur 1994 an der 9. Mittelschule Vilnius absolvierte Asta Dambrauskaitė von 1994 bis 1999 das Diplomstudium der Rechtswissenschaft an der Rechtsfakultät der Vilniaus universitetas und promovierte 2006 an der MRU in der Rechtsvergleichung zum Thema „Sandorių pripažinimo negaliojančiais teisinės pasekmės – Lietuvos ir Prancūzijos teisės lyginamieji aspektai“.
Von 1998 bis 1999 war sie Beraterin in der Anwaltskanzlei „Zabiela ir partneriai“ konsultantė, von 2010 bis 2011 Prodekanin der Rechtsfakultät der MRU. Seit 2004 lehrt sie an der MRU. Seit 2012 ist sie Professorin am Lehrstuhl für Zivilrecht der Rechtsfakultät der MRU. 2012 wurde sie von Präsidentin Dalia Grybauskaitė als Kandidatin zum Richteramt am Gericht der Europäischen Union vorgeschlagen, aber vom europäischen Auswahlkomitee abgelehnt.
Ihre Mutter ist Genovaitė Dambrauskienė (1940–2024), Arbeitsrechtlerin, Professorin für Privatrecht an der MRU-Universität.